# Raíces de América
Raíces de América é um grupo musical brasileiro. Sua especialidade são músicas latino-americanas.

## História
A banda surgiu em 1979 com características primordialmente folclóricas tanto em seu repertório como na sua formação. Ao longo dos anos passou a incorporar novos temas. Suas letras falam sobre o abandono de crianças, preconceito racial dentre outros problemas sociais e econômicos vivenciados na América do Sul, que até algumas décadas tinha várias ditaduras no governo.
O grupo surgiu durante o regime militar no Brasil e logo conquistou o público estudantil, que na época caracterizava-se por ser engajado na luta pela democracia. O grupo gravou onze álbuns, e em 1982 obteve o segundo lugar no Festival MPB Shell, com a música "Fruto do Suor”. O álbum mais recente do grupo é o Raíces de América 25 Anos (2006), uma coletânea de sucessos incluindo algumas músicas inéditas.

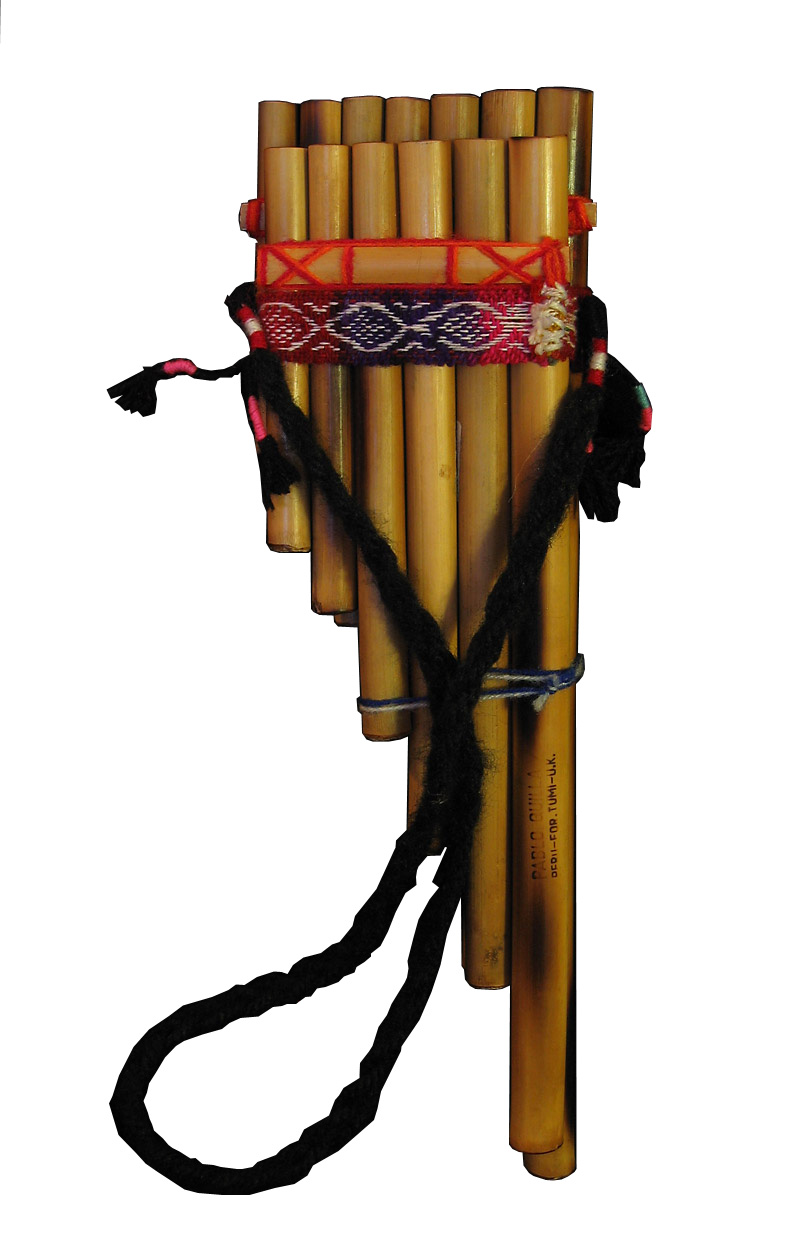
A Flauta-de-pã, chamada na América Latina de Zampoña, é um dos instrumentos característicos do grupo

## Formação
A primeira formação do Raíces tinha:
- Mariana Avena - voz
- Tony Osanah - voz e instrumentos
- Enzo Merino - instrumentos
- Willy Verdager - voz e instrumentos
- Oscar Segovia - percussão
- Júlio César Peralta - voz e violão
- Freddy Góes - voz e instrumentos
- Celso Ribeiro - voz e instrumentos[1]
- Isabel Ribeiro - participação especial no primeiro álbum, declamando poemas

A atual formação do grupo tem sete músicos multi-instrumentistas, que tocam instrumentos típicos da América Latina.
- Willy Verdaguer (argentino) - baixista e maestro
- Fabian Famín (argentino) - primeira voz masculina, violão e bombo leguero
- Nicole Bueno (brasileira) - primeira voz feminina
- André Perine (brasileiro) - violão, guitarra, baixo e charango
- Abner Paul (brasileiro) - baterista
- Chico Pedro (chileno) - quena, flauta-de-pã, tarkas, ocarinas e flauta transversal
- Jara Arrais (brasileiro) - maestro e arranjador
- Jica (brasileiro) - percussão